# Flughafen Galveston

i7
i11
i13
Der  Scholes International Airport at Galveston (IATA-Code: GLS, ICAO-Code: KGLS) ist ein öffentlicher Flughafen auf 2 m Seehöhe 5 km südwestlich von Galveston, Texas, in den Vereinigten Staaten. Die Fläche des Flughafens beträgt 391 ha. Er hat zwei Asphaltpisten mit je 1829 m und 46 m Breite. Die FAA hat den Platz als „Reliever Airport“ (Hilfsflugplatz) klassifiziert.

## Geschichte
Im Jahr 1931 eröffnete Galveston seinen ersten kommerziellen Flughafen. Der Flughafen befand sich auf einem 120 Hektar großen Gelände vier Meilen westlich der Innenstadt von Galveston Island. Es wurde 1942 erweitert und für die Verwendung durch die US-Armee für den Zweiten Weltkrieg umbenannt. Das US Army Corps of Engineers baute auf dem Flughafen drei Start- und Landebahnen mit harter Oberfläche, um Armeeflugzeuge aufzunehmen. 1945 deaktivierte die Bundesregierung den Flughafen und übergab ihn der Stadt Galveston. 1959 wurde beschlossen, den Namen des Galveston Municipal Airport in Scholes Field zu ändern, in Anerkennung der langjährigen hingebungsvollen Dienste von Robert Scholes, der von 1931 bis 1960 als Flughafenmanager tätig war.
Von den 1930er Jahren bis 1953–54 flog Braniff nach Houston International (später William P. Hobby Airport genannt). Trans-Texas Airways (TTa), der Vorläufer von Texas International Airlines, kam in den 1950er Jahren an. Bis 1972 flogen TTa Convair 600 nonstop nach Houston und Beaumont/Port Arthur und direkt nach Dallas und Austin. Später wurde Galveston von Metro Airlines mit de Havilland Canada DHC-6 Twin Otter vom Houston Intercontinental Airport (IAH) angeflogen, einige hielten in Clear Lake City (CLC-Flughafen) in der Nähe des NASA Johnson Space Center.
Viele Jahre lang, sowohl vor als auch nach dem Zweiten Weltkrieg, flogen auf dem Flughafen viele verschiedene kommerzielle Passagierfluggesellschaften ein und aus, darunter die Vorläufer von Braniff, Southwest und Continental Airlines, die sich alle zurückzogen, nachdem die Luftfahrtindustrie Ende 2017 dereguliert wurde.
Eine Zubringerfluggesellschaft, Texas Airlines, bediente den Flughafen ebenfalls Mitte der 1980er Jahre mit Piper Navajos zum Houston Intercontinental Airport
Das Lone Star Flight Museum befand sich von 1985 bis 2017 am Flughafen.

## Flugbetrieb
Im Jahre 2020 wurden 575.000 Passagiere befördert.
Im Jahre 2021 haben 35.684 Flugbewegungen stattgefunden, davon 13.997 lokale Bewegungen, 13.616 Zwischenlandungen, 6.959 Air-Taxi-Flüge, 1.102 militärische Flüge und 10 Frachtflüge. 84 einmotorige und 7 zweimotorige Turboprop-Flugzeuge, 8 Jetflugzeuge und 33 Helikopter waren 2021 hier stationiert.